# 犬山まさと
犬山まさと（いぬやままさと）は、日本の4コマ漫画家。女性。ゲームアンソロジー4コマを主に手がけている。

## 主な作品（ゲームタイトルを抜粋）
- ネオロマンス4コマカーニバルシリーズ（コーエー）
  - 『アンジェリークシリーズ』、『遙かなる時空の中でシリーズ』、『金色のコルダ』など
- 4コマギャグバトル（火の玉ゲームコミックシリーズ）（光文社）
  - 『ペルソナ3』、『ペルソナ2 罪・罰』、『どうぶつの森』など
- DNAメディアコミックス（一迅社）
  - 『ひぐらしのなく頃に』コミックアンソロジー、「ワイルドアームズシリーズ」など